# Boissy-en-Drouais
Pour les articles homonymes, voir Boissy.
Boissy-en-Drouais est une commune française située dans le département d'Eure-et-Loir en région Centre-Val de Loire.

## Géographie

### Situation
Boissy-en-Drouais est situé à 15 km de Dreux, près de la limite du département de l'Eure.

Situation géographique
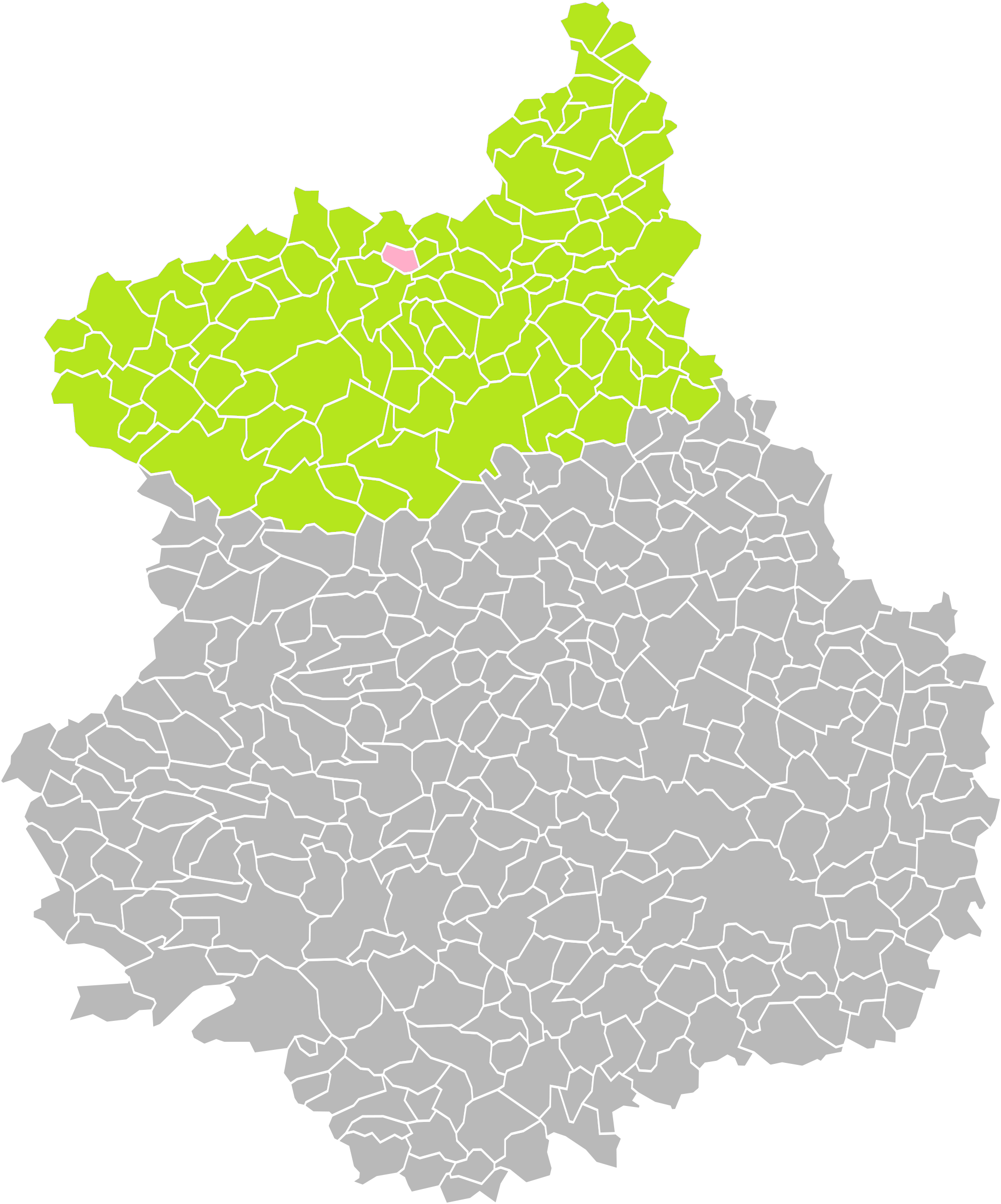
Boissy-en-Drouais dans son arrondissement.
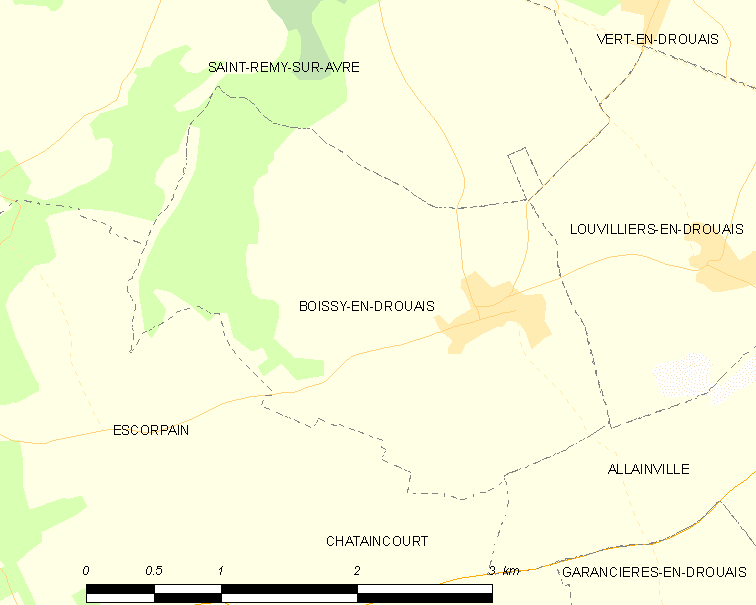
Carte de la commune de Boissy-en-Drouais.

### Communes limitrophes
|           | Saint-Rémy-sur-Avre |                        |
| Escorpain | Boissy-en-Drouais   | Louvilliers-en-Drouais |
|           | Châtaincourt        | Allainville            |

### Hydrographie
La commune est bordée au nord-ouest par l'aqueduc de l'Avre.

### Climat
Pour des articles plus généraux, voir Climat du Centre-Val de Loire et Climat d'Eure-et-Loir.
En 2010, le climat de la commune est de type climat océanique dégradé des plaines du Centre et du Nord, selon une étude du CNRS s'appuyant sur une série de données couvrant la période 1971-2000. En 2020, Météo-France publie une typologie des climats de la France métropolitaine dans laquelle la commune est dans une zone de transition entre le climat océanique et le climat océanique altéré et est dans la région climatique  Sud-ouest du bassin Parisien, caractérisée par une faible pluviométrie, notamment au printemps (120 à 150 mm) et un hiver froid (3,5 °C). 
Pour la période 1971-2000, la température annuelle moyenne est de 10,5 °C, avec une amplitude thermique annuelle de 14,3 °C. Le cumul annuel moyen de précipitations est de 593 mm, avec 10,5 jours de précipitations en janvier et 7,9 jours en juillet. Pour la période 1991-2020, la température moyenne annuelle observée sur la station météorologique de Météo-France la plus proche, sur la commune de Laons à 7 km à vol d'oiseau, est de 11,1 °C et le cumul annuel moyen de précipitations est de 561,4 mm,. Pour l'avenir, les paramètres climatiques de la commune estimés pour 2050 selon différents scénarios d'émission de gaz à effet de serre sont consultables sur un site dédié publié par Météo-France en novembre 2022.

## Urbanisme

### Typologie
Au 1er janvier 2024, Boissy-en-Drouais est catégorisée commune rurale à habitat dispersé, selon la nouvelle grille communale de densité à 7 niveaux définie par l'Insee en 2022.
Elle est située hors unité urbaine et hors attraction des villes,.

### Occupation des sols
L'occupation des sols de la commune, telle qu'elle ressort de la base de données européenne d’occupation biophysique des sols Corine Land Cover (CLC), est marquée par l'importance des territoires agricoles (76,4 % en 2018), une proportion identique à celle de 1990 (76,4 %). La répartition détaillée en 2018 est la suivante : 
terres arables (76,4 %), forêts (19,4 %), zones urbanisées (4,2 %). L'évolution de l’occupation des sols de la commune et de ses infrastructures peut être observée sur les différentes représentations cartographiques du territoire : la carte de Cassini (XVIIIe siècle), la carte d'état-major (1820-1866) et les cartes ou photos aériennes de l'IGN pour la période actuelle (1950 à aujourd'hui).

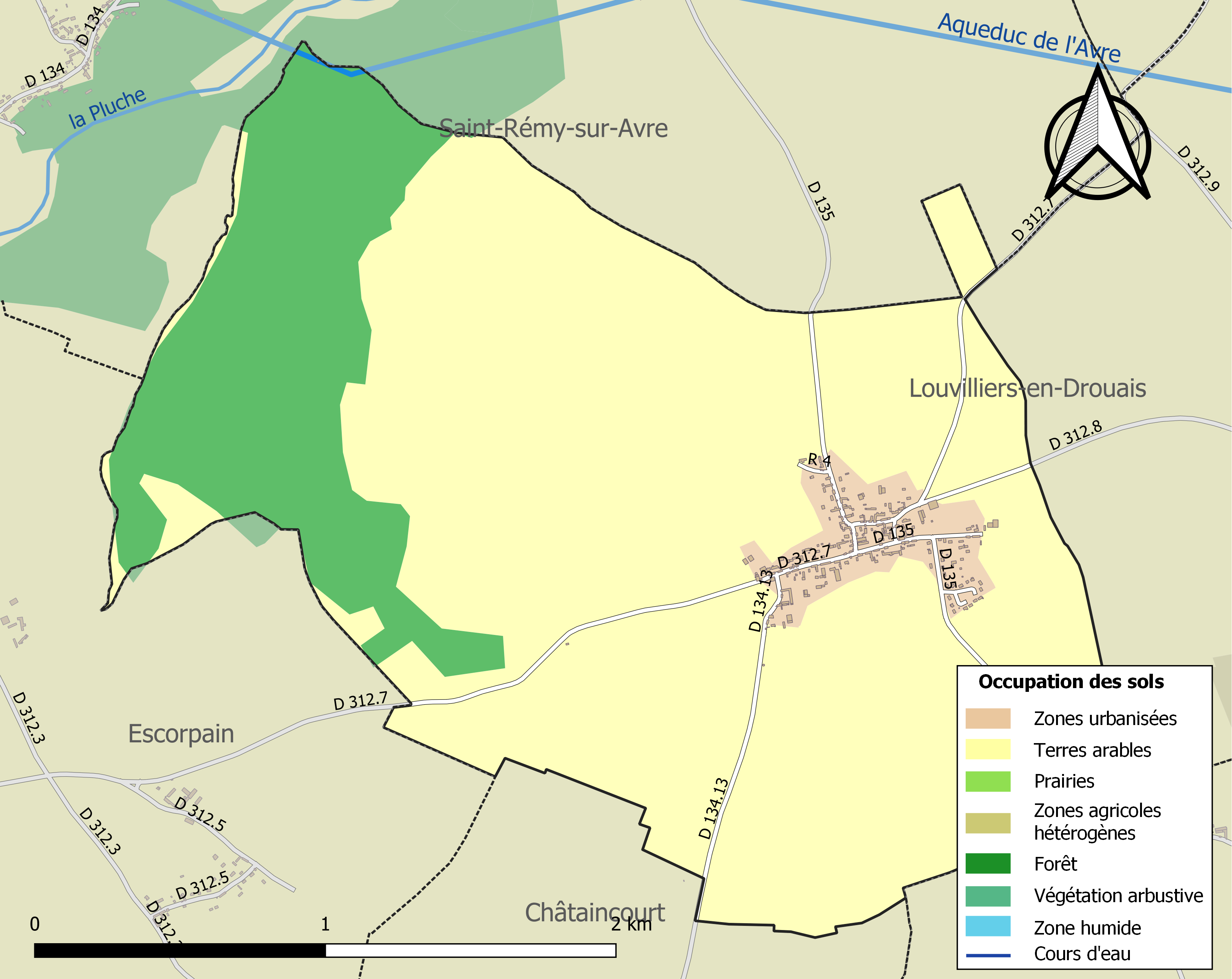
Carte des infrastructures et de l'occupation des sols de la commune en 2018 (CLC).

### Risques majeurs
Le territoire de la commune de Boissy-en-Drouais est vulnérable à différents aléas naturels : météorologiques (tempête, orage, neige, grand froid, canicule ou sécheresse), inondations, mouvements de terrains et séisme (sismicité très faible). Il est également exposé à un risque technologique, le transport de matières dangereuses. Un site publié par le BRGM permet d'évaluer simplement et rapidement les risques d'un bien localisé soit par son adresse soit par le numéro de sa parcelle.

#### Risques naturels
Certaines parties du territoire communal sont susceptibles d’être affectées par le risque d’inondation par débordement de cours d'eau, notamment l'Aqueduc de l'Avre. La commune a été reconnue en état de catastrophe naturelle au titre des dommages causés par les inondations et coulées de boue survenues en 1999,.

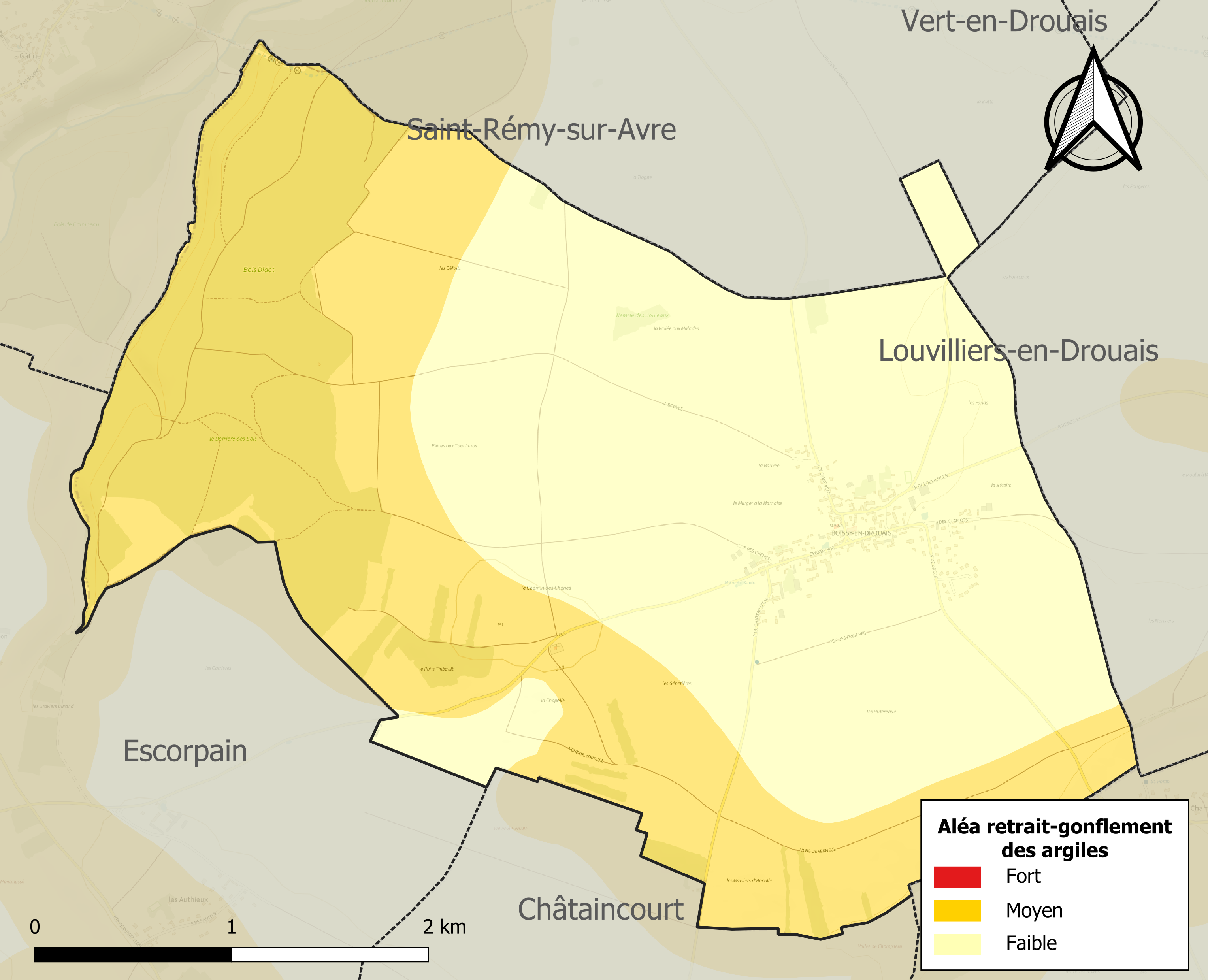
Carte des zones d'aléa retrait-gonflement des sols argileux de Boissy-en-Drouais.

Les mouvements de terrains susceptibles de se produire sur la commune sont des affaissements et effondrements liés aux cavités souterraines. L'inventaire national des cavités souterraines permet de localiser celles situées sur la commune.
Le retrait-gonflement des sols argileux est susceptible d'engendrer des dommages importants aux bâtiments en cas d’alternance de périodes de sécheresse et de pluie. 46,2 % de la superficie communale est en aléa moyen ou fort (52,8 % au niveau départemental et 48,5 % au niveau national). Sur les 103 bâtiments dénombrés sur la commune en 2019, 0 sont en aléa moyen ou fort, soit 0 %, à comparer aux 70 % au niveau départemental et 54 % au niveau national. Une cartographie de l'exposition du territoire national au retrait gonflement des sols argileux est disponible sur le site du BRGM,.
Concernant les mouvements de terrains, la commune a été reconnue en état de catastrophe naturelle au titre des dommages causés par des mouvements de terrain en 1999.

#### Risques technologiques
Le risque de transport de matières dangereuses sur la commune est lié à sa traversée par des infrastructures routières ou ferroviaires importantes ou la présence d'une canalisation de transport d'hydrocarbures. Un accident se produisant sur de telles infrastructures est en effet susceptible d’avoir des effets graves au bâti ou aux personnes jusqu’à 350 m, selon la nature du matériau transporté. Des dispositions d’urbanisme peuvent être préconisées en conséquence.

## Toponymie
En 854, son nom est attesté sous la forme Buxi, ensuite on trouve dans une charte de 1171-1199 Boyse in pago Drocensi, puis lorsqu’elle fut donnée à l’évêque de Chartres en faveur des lépreux de Beaulieu (1199-1215) le nom est attesté sous la forme latinisée Buxeium Episcopi (Boissy l’Évêque). En 1505, dans l’accord du 13 mai entre Suzanne de Constant et Jacques d’Amiot, figure Boecy en Drouas.
Type toponymique gallo-roman BUXIACU « lieu des buis », réfection de BUXETU « boissière, ensemble de buis ».
Le Drouais est une région naturelle située au nord de l'Eure-et-Loir.

## Histoire

### Ancien Régime
Vers l’an 800, le manse seigneurial de Boissy comprenait de grandes cultures et deux petites fermes formant 192 bonniers (environ 128 ares et 33 centiares) de terres labourables dans lesquelles on pouvait semer 148 muids de froment ; 82 arpents de prés rapportant 100 voitures de foin ; un bois de cinq lieues de circonférence où 200 porcs pouvaient être engraissés et une autre parcelle forestière dans le Perche pouvant permettre l’alimentation de 800 porcs. On y comptait 16 vieux moulins et un nouveau bâti par Irminon abbé de Saint-Germain-des-Prés.
Le manse comprenait d’ordinaire une habitation à laquelle était attachée des champs, des prés et souvent des vignes, le tout suffisant à l’entretien d’une famille de paysans.
Les manses étaient sous la surveillance d’un colon qui résidait à Imbernais. Il tenait lui-même avec sa femme et ses enfants un manse composé principalement de 13 bonniers de terre labourable, 13 arpents de prés, 3 bonniers de bois taillis. Il payait le cens comme les autres colons, il était obligé de donner à l’abbé de Saint-Gemme à Noël, 2 porcs, 2 verrats et 8 cognées. Le même cens était exigible à Pâques.
L’osier qui servait à lier des cercles et fabriquer des hottes, corbeilles et paniers, était aussi l’objet d’une redevance dans le fisc de Boissy. Elle était partout la même et consistait en l’équivalent de 50 osarices qui sont des brins ou peut-être des poignées d’osier.
1488 : commission du Parlement obtenue par le duc d’Alençon pour assigner au bailliage de Chartres le seigneur de Saint-Rémy en trouble de son droit de coutume, péage et acquit à Brezolles et à Boissy.
1504 : Accord du 13 mai entre Suzanne de Constant dame de Saint-Rémy en partie et Jacques d’Amiot aussi seigneur de Saint-Rémy en partie au sujet de leur portion de suzeraineté sur la terre de Boissy-en-Drouais relevant de la baronnie de Saint-Rémy.
1552 : Le procès-verbal de la rédaction des coutumes de Châteauneuf-en-Thymerais mentionne comme y ayant participé « Le curé de Boecy en Drouas représenté par M. Noël Nourrissier »
15.. : Bail par messire Claude Rivent à messire Pierre Caillé de la seigneurie de Boissy, moyennant 120 livres, 12 charpons, 6 douzaines d’estrains et 100 hottes de foins le tout chacun par an.
1601 : Aveu et dénombrement du 2 mars rendu à dame Béraude de Ferrières, dame de Beauvoir, par messire Jean Caillé, d’une mairie sise à Boissy, relevant dudit lieu.
1604 : Claude Pineau, bourgeois de Dreux, achète le 28 février de messire Jean de Lafin, vidame de Chartres, à cause de Béraude de Ferrières sa femme, la terre et seigneurie de Boissy moyennant 1200 livres.
1605 : Aveu et dénombrement du 19 janvier par M. Claude Pineau de la mairie de Boissy.
1608 : Le 9 septembre messire Guillaume des Roches achète de Jean de Lafin la terre et seigneurie de Boissy moyennant 2250 livres.
1681 : Aveu et dénombrement dû, le 21 octobre, à messire Gabriel de Boullein de plusieurs héritages sis à Boissy.
1718 : Sentence du bailli de Châteauneuf (11 mai) qui ordonne que la dame veuve Frédéric-Maurice de Boullein soit, par le curé de Boissy-en-Drouais, recommandée au prône de la paroisse en qualité de dame dudit lieu.
1748 : Adjudication par décret du 25 juin à messire Philibert Thiroux de Chommeville, moyennant 238 000 livres, de la baronnie de Saint-Rémy et des terres seigneuriales en dépendant, au nombre desquelles figure le vieux château de Boissy-en-Drouais, saisi sur Frédéric de Boullein marquis de Saint-Rémy. Il prit possession de ces domaines le 9 juillet et les revendit le 23 novembre suivant à la marquise de Pompadour moyennant 268 000 livres.

## Politique et administration

### Liste des maires
| Période | Période  | Identité                | Étiquette | Qualité  |
| ------- | -------- | ----------------------- | --------- | -------- |
| 1945    | 1971     | Albert Francois         |           |          |
| 1971    | 1983     | Roger Boutebien         |           |          |
| 1983    | 2001     | Jacques Poulain         |           |          |
| 2001    | 2020     | Michel-Étienne Augustin | DVD       | Retraité |
| 2020    | En cours | Ghislaine Barbe         |           |          |

## Population et société

### Démographie
L'évolution du nombre d'habitants est connue à travers les recensements de la population effectués dans la commune depuis 1793. Pour les communes de moins de 10 000 habitants, une enquête de recensement portant sur toute la population est réalisée tous les cinq ans, les populations de référence des années intermédiaires étant quant à elles estimées par interpolation ou extrapolation. Pour la commune, le premier recensement exhaustif entrant dans le cadre du nouveau dispositif a été réalisé en 2008.

En 2022, la commune comptait 229 habitants, en évolution de +12,81 % par rapport à 2016 (Eure-et-Loir : −0,23 %, France hors Mayotte : +2,11 %).
| 1793 | 1800 | 1806 | 1821 | 1831 | 1836 | 1841 | 1846 | 1851 |
| ---- | ---- | ---- | ---- | ---- | ---- | ---- | ---- | ---- |
| 260  | 249  | 256  | 279  | 274  | 256  | 235  | 258  | 237  |

| 1856 | 1861 | 1866 | 1872 | 1876 | 1881 | 1886 | 1891 | 1896 |
| ---- | ---- | ---- | ---- | ---- | ---- | ---- | ---- | ---- |
| 236  | 215  | 214  | 197  | 184  | 189  | 169  | 166  | 157  |

| 1901 | 1906 | 1911 | 1921 | 1926 | 1931 | 1936 | 1946 | 1954 |
| ---- | ---- | ---- | ---- | ---- | ---- | ---- | ---- | ---- |
| 163  | 174  | 149  | 131  | 129  | 114  | 130  | 127  | 143  |

| 1962 | 1968 | 1975 | 1982 | 1990 | 1999 | 2006 | 2008 | 2013 |
| ---- | ---- | ---- | ---- | ---- | ---- | ---- | ---- | ---- |
| 142  | 109  | 107  | 153  | 204  | 238  | 242  | 243  | 204  |

| 2018 | 2022 | - | - | - | - | - | - | - |
| ---- | ---- | - | - | - | - | - | - | - |
| 218  | 229  | - | - | - | - | - | - | - |

## Culture locale et patrimoine

### Lieux et monuments

#### L'église Notre-Dame
Inscrit MH (1927).

#### Autres lieux et monuments
- La place du village (place Albert-François) était, jusqu’en 2009, bornée au sud par une pompe à eau à roue et, au nord, par une croix en fer forgé, venue remplacer dans les années 1970 la vieille croix en pierre encore visible sur les cartes postales du début du siècle dernier. Cette croix a dû faire place à un rond-point afin de faciliter la circulation des poids lourds ;
- L’ancien cimetière, qui jouxtait l’église sur son flanc nord, est aujourd’hui un parc municipal non dénué de charmes ;
- Un terrain de boules a été aménagé au pied du château d’eau, situé à la sortie du village sur la route de Châtaincourt. Ce lieu est aujourd'hui ombragé par l’arbre de la liberté planté en 1989 ;
- Le premier monument aux morts de Boissy-en-Drouais a été érigé en août 1919 ;
- La chapelle du cimetière de Boissy ;
- Le sanctuaire, l'église et d'autres monuments ont été restaurés, grâce à un don de 50 000 € d'une famille inconnue.

Lieux et monuments
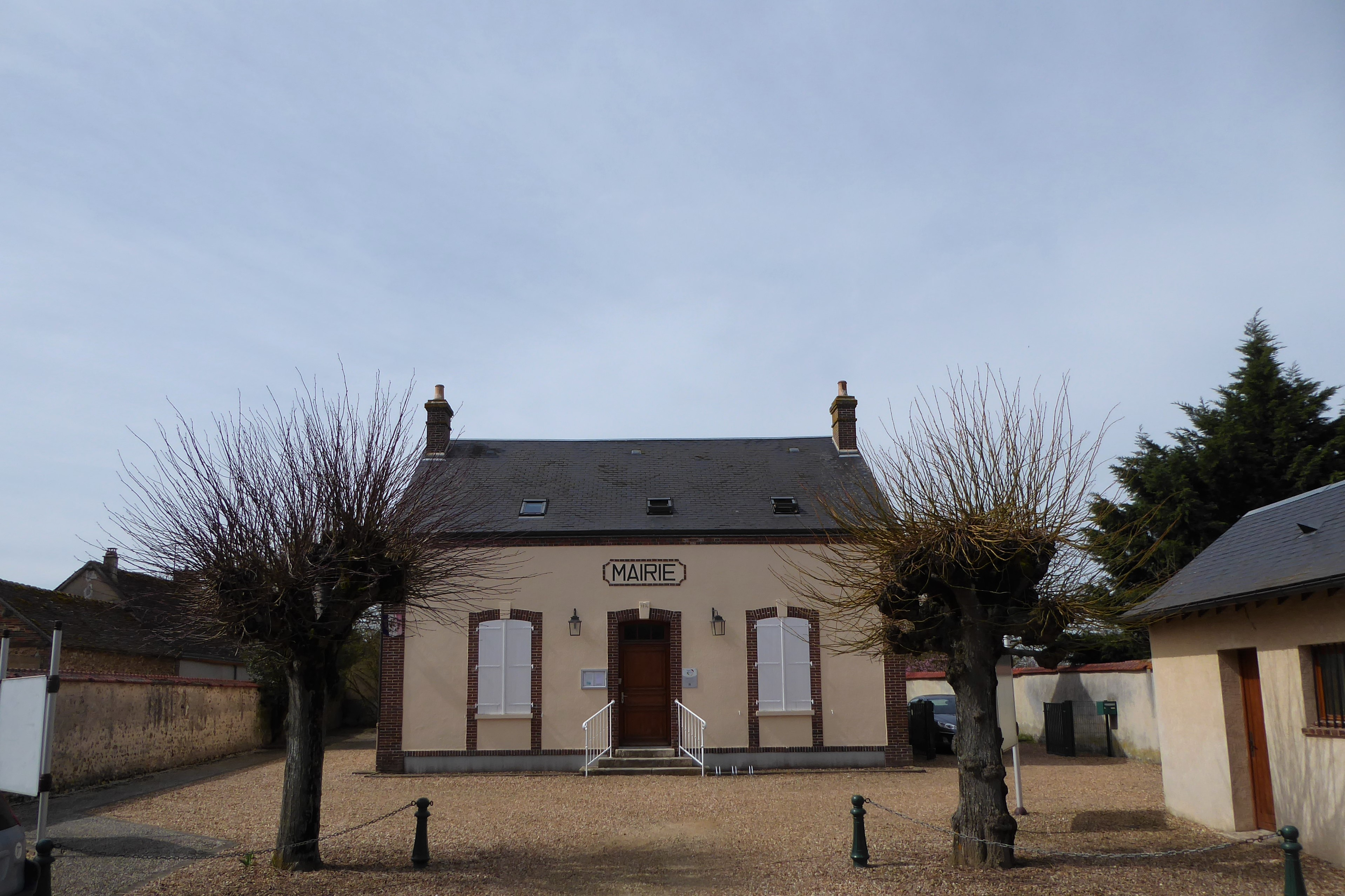
La mairie.
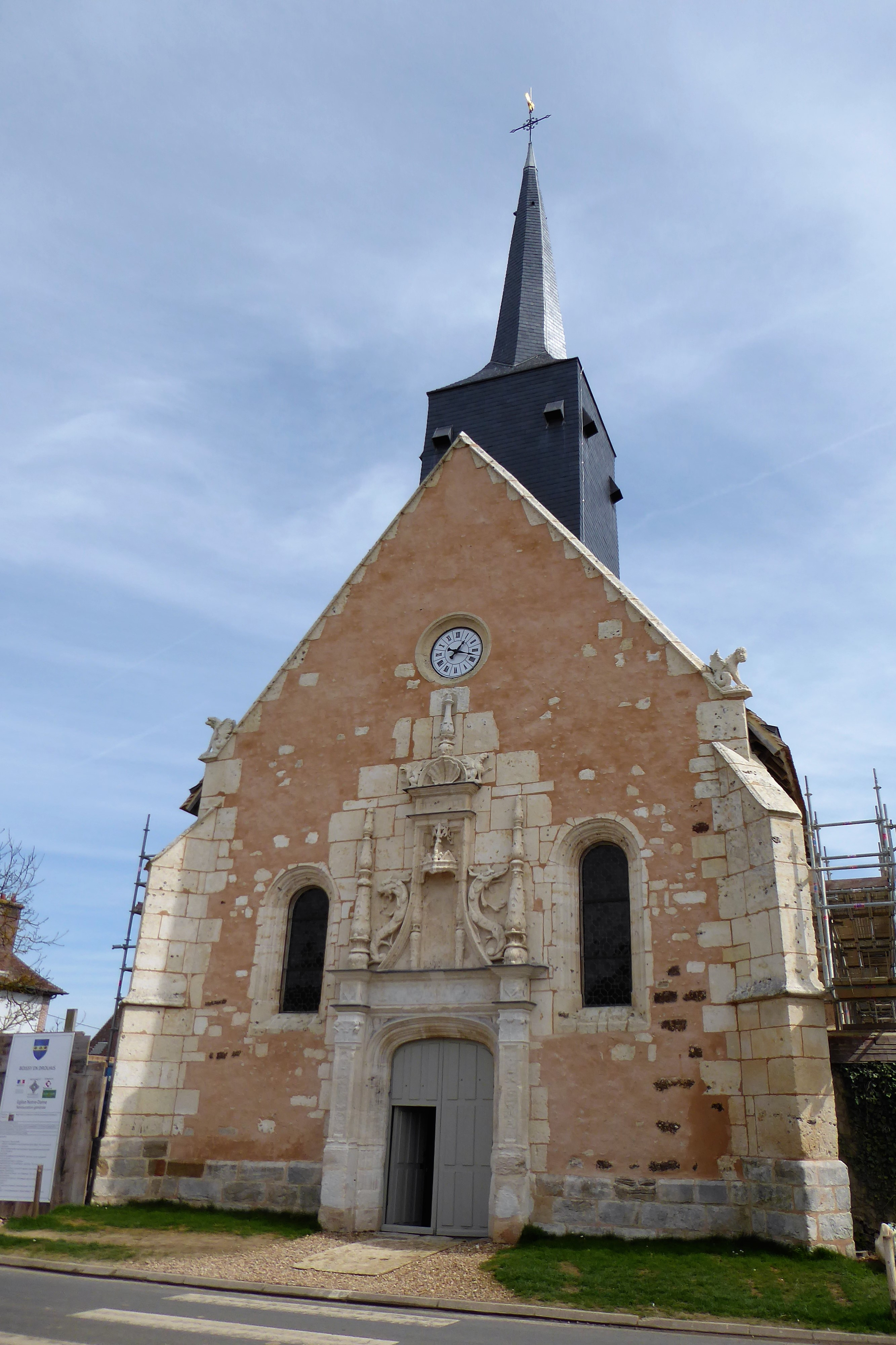
L'église Notre-Dame.

### Personnalités liées à la commune
- Pierre-Philippe Pâquert, né à Boissy-en-Drouais le 2 octobre 1812. Il est directeur du Grand Séminaire de Chartres. Vénéré de ses élèves et de tous les prêtres qu'il avait formés, affectionné des âmes très nombreuses qu'il dirigeait, il laissa une réputation d'incontestable sainteté[24].

### Héraldique
|  | Les armes de la commune se blasonnent ainsi : d’azur à la fasce d’or chargée de trois boules de pain au naturel, accompagnée de trois épis de blé aussi d’or. |